# Bubba Smith
Charles Aaron „Bubba” Smith (Orange, Texas, 1945. február 28. – Los Angeles, Kalifornia, 2011. augusztus 3.) amerikai színész, Super Bowl-győztes amerikaifutball-játékos. Egyik korai szerepe volt Hightower a Rendőrakadémia-sorozatban.

## Amerikaifutball-játékosként
Filmes karrierje előtt a főiskolán amerikai futballt játszott a Michigan State Spartans csapatában. Utána kilenc évig a NFL-ben játszott. 1967-ben draftolta le a Baltimore Colts csapata, akikkel 1970-ben Super Bowlt nyert, bár sosem viselte az érte kapott gyűrűt. Az 1972-es szezon előtt az Oakland Raiders igazolta le, majd karrierjét a Houston Oilersben fejezte be.
Smith-t posztumusz CTE- vel diagnosztizálták, egy neurológiai állapotot, amely általában agyrázkódáshoz és agyrázkódás alatti fejsérüléshez kapcsolódik . Egyike annak a legalább 345 NFL-játékosnak, akiknél a halál után diagnosztizálják ezt a betegséget.

## Filmes karrier
A focizás után kisebb szerepeket kapott. 1984-ben játszotta először Hightower szerepét a Rendőrakadémia első részében, amely után még 5 részben felbukkant. Néha szerepelt az Egy rém rendes család egyes részeiben is, és kisebb vígjátékokban.

## Filmjei
- Charlie angyalai (1979)
- Miller Lite: Tastes Great, Less Filling (1979-1986)
- Joe Dancer: A nagy fekete pirula (1981)
- Open All Night (1981-1982)
- Taxi (1982)
- Tollas futam (1983)
- Rendőrakadémia (1984)
- Kék villám (1984)
- Rendőrakadémia 2. – Az első bevetés (1985)
- Fantasztikus prototípus (1986)
- Rendőrakadémia 3. – Újra kiképzésen (1986)
- Rendőrakadémia 4. – Zseniális amatőrök az utcán (1987)
- Rendőrakadémia 5. – Irány Miami Beach! (1988)
- Rendőrakadémia 6. – Az ostromlott város (1989)
- Szörnyecskék 2. – Az új falka (1990)
- MacGyver (1991)
- Egy rém rendes család (1991-1994)
- Szamurájkölyök (1992)
- Csupasz igazság (1992)
- A báránysültek hallgatnak (1994)
- Veszélyek iskolája (1995)
- Sabrina, a tiniboszorkány (1997)
- Rendőrakadémia (1998)
- Piszkos zsaruk (2000)
- Gengszterklip (2004)

## További információ
- Bubba Smith a PORT.hu-n (magyarul)
- Bubba Smith az Internetes Szinkronadatbázisban (magyarul)
- Bubba Smith az Internet Movie Database-ben (angolul)
- Bubba Smith a Rotten Tomatoeson (angolul)